# 비선형 제어

피드백 컨트롤 시스템

비선형 제어(非線型制御 , nonlinear control)는 비선형, 시간의존적 혹은 양자의 시스템에 대해 다루는 제어이론의 한 분야이다. 제어이론은 공학과 수학의 두 가지 분야에 모두 관련이 깊으며 역학계의 인풋에 따른 아웃풋과 피드백을 사용한 인풋의 변화를 통해 아웃풋을 조절하는 방법 등에 관여한다. 제어되어야 하는 시스템은 ‘plant’라고 불린다. 시스템의 아웃풋이 요구되는 참조 신호를 따르게 하기 위해, plant의 아웃풋과 요구된 아웃풋의 비교를 하고 plant가 요구된 아웃풋에 더욱 근접할 수 있도록 피드백을 주는 제어자가 구성된다.
제어이론은 두 가지로 나뉜다.
선형제어이론은 선형적 고안에 의해 만들어진 계에 적용된다. 이것은 그들이 중첩의 원리를 따른다는 것을 의미한다. 즉 그 고안의 아웃풋이 인풋에 비례한다는 것이다. 이러한 특성의 시스템들은 선형 미분방정식에 의해 제어된다. 주된 하위분류는 시간의 흐름에 의해 변화가 나타나지 않는 시간독립적 선형 시스템이다. 이러한 시스템들은 수학적인 기술에 의해 강력하게 제어되며 예를 들어 푸리에 변환, z 변환 등이 있다. 이것들은 대역너비, 주파수 반응 등의 용어들을 사용한 묘사를 야기한다. 이는 시스템 반응, 디자인 공학의 대부분의 분제들에 대한 답을 제공한다.
비선형 제어이론은 중첩원리를 따르지 않는 더 넓은 범위의 시스템을 포괄한다. 그것은 실제 세계의 대부분의 현상들이 비선형적이기 때문에 실제 세계에 더 많이 적용된다. 이 시스템들은 비선형미분방정식에 의해 제어된다. 이러한 계들을 제어하기 위해 만들어진 수학적 기술들은 훨씬 더 엄격하고 덜 보편적이며 종종 매우 좁은 범주의 시스템 내에서만 적용이 가능하다. 이것들은 제한 순환 이론, 푸앵카레 지도, Lyapunov 안정성 이론 등을 포함한다. 만약 안정점 근처의 솔루션만이 목적이라면 비선형시스템은 그들을 비선형시스템의 해법을 확장하여 얻을 수 있는 선형시스템을 통한 근사로써 선형화될 수 있다. 그리고 선형적 시스템을 위한 기술들도 쓰여질 수 있다. 비선형계는 종종 컴퓨터를 사용한 수치해석을 통해 분석된다. Plant가 선형적일지라도 비선형적 제어자는 더욱 간단한 수행, 더 빠른 속도, 정확성, 더 적은 에너지 등의 매력적인 특징들을 가진다.

## 비선형계의 특징
- 비선형 역학계의 특성은 다음과 같다.
- 중첩의 원리를 따르지 않는다.
- 복수의 독립된 평형점을 가질 수 있다.
- 제한 순환, 분기, 혼돈 등의 특징을 가진다.
- 비선형계의 해법은 존재하지 않는다.

## 같이 보기
- 위상동기회로